# Потапова, Марина Дмитриевна
Мари́на Дми́триевна Пота́пова (род. 15 апреля 1977, Москва) — российская сценаристка, постановщица, журналистка и преподавательница.

## Биография
Родилась 15 апреля 1977 года в Ленинграде.
В 1994 году закончила Культурологический лицей № 1310 г. Москвы. В том же году работала в «Новой Ежедневной Газете» внештатным журналистом, освещая образование, кино и современное искусство.
С 1995 по 2001 год училась во Всероссийском государственном университете кинематографии имени С. А. Герасимова на сценарном отделении в мастерской Ю. Н. Арабова, получив после его окончания диплом литературного работника. Параллельно с обучением активно участвовала в Мастерских Анонимного и Бесплатного искусства, создавая экспериментальное видео. В 1996 году писала для молодёжной газеты «Латинский Квартал». В 1999 году работала сценаристом в телекомпании АСТ над программой «То что надо».
С 1999 года по 2000 работала на ОРТ в программе «До 16 и старше», в качестве редактора и сценариста. Тогда же в рамках контркультурного художественного проекта «За анонимное и бесплатное искусство» начинает складываться творческое взаимодействие с Сергеем Лобаном и Дмитрием Моделем вместе с которыми впоследствии создаётся объединение СВОИ2000. В 2001 году по заказу белорусской газеты «Навинки» они снимают фильм «Случай с пацаном» по сценарию одного из лидеров белорусского андеграунда Лёши Чиканоса.
С 2001 года Марина Потапова начинает преподавательскую деятельность на факультете журналистики МГУ, в лаборатории медиакультуры и коммуникации, читая курс «Экранное произведение как средство коммуникации», трансформировавшийся затем в «Основы экранной коммуникации» в рамках обязательного предмета «Технологии мультимедиа в журналистике». С 2001 по 2004 годы работает над написанием сценариев для рекламных и музыкальных видео на студиях «Арт-Пикчерз» и «Москоу-эмми». В 2002 году вместе со СВОИ2000 снимает короткометражный «Соси банан». В 2004 году пишет сценарий и является одним из постановщиков спектакля Петра Мамонова «Мыши. Мальчик Кай и Снежная Королева» в Московском драматическом театре им. К. С. Станиславского.
В 2005 году по сценарию Марины Потаповой объединением СВОИ2000 была снята фантастическая драма «Пыль», завоевавшая впоследствии множество призов, в том числе первый диплом жюри российской кинокритики на XXVII Московском международном кинофестивале. После начинается работа над новым сценарием и в 2011 году выходит фильм «Шапито-шоу».

## Фильмография
- 2001 — Случай с пацаном
- 2002 — Соси банан — (короткометражный, музыкальный)
- 2005 — Телевизор — (короткометражный, документальный)
- 2005 — Пыль
- 2011 — Шапито-шоу